# Babalan (Batuan)
Babalan is een bestuurslaag in het regentschap Sumenep van de provincie Oost-Java, Indonesië. Babalan telt 1552 inwoners (volkstelling 2010).